# Czas efemeryd
Czas efemeryd (ET) jest wyznaczony przez obserwację położeń Księżyca, planet i mechanikę nieba. 
Jedną z odmian czasu efemeryd jest tak zwany czas ziemski (TT), mierzony na powierzchni wirującej geoidy. Wskutek zmniejszania się prędkości wirowania Ziemi, różnica między czasem efemeryd a czasem uniwersalnym rośnie od zera do 2 sekund na rok i służby czasu mogą dodawać co pół roku do czasu uniwersalnego sekundę przestępną. Inną odmianą jest tak zwany barycentryczny czas dynamiczny (TDB) odniesiony do środka masy Układu Słonecznego. Czas efemeryd nie zależy od położenia obserwatora i jest taki sam jak czas uniwersalny.